# 361 Bononia
361 Bononia eller 1893 P är en stor asteroid i huvudbältet, som upptäcktes 11 mars 1893 av den franske astronomen Auguste Charlois. Den har fått sitt namne efter den italienska staden Bologna.
Asteroiden har en diameter på ungefär 154 kilometer och den tillhör asteroidgruppen Hilda.